# حديقة الحيوانات في يريفان
حديقة الحيوانات في يريفان (الأرمينية Կենդանաբնական այգի) هي حديقة حيوان في يريفان في أرمينيا.
في الوقت الحاضر، تعد الحديقة موطنًا لحوالي 2749 حيوانا يمثلون أكثر من 200 نوعًا. وتشمل الأنواع التي تمثل جنوب القوقاز وأرمينيا من الدببة البنية السورية، ماعز البزوار، الأفاعي، أروية الأرمينية، والنسور السود.